# Liste der denkmalgeschützten Objekte in Schleißheim
Die Liste der denkmalgeschützten Objekte in Schleißheim enthält die 5 denkmalgeschützten, unbeweglichen Objekte der Gemeinde Schleißheim in Oberösterreich (Bezirk Wels-Land).

## Denkmäler
| Foto |                 | Denkmal                                                                                         | Standort                                    | Beschreibung | Metadaten |
| ---- | --------------- | ----------------------------------------------------------------------------------------------- | ------------------------------------------- | --- | --- |
| ja   | Datei hochladen | Kath. Pfarrkirche hl. Gallus mit Friedhof und Aufbahrungshalle HERIS-ID: 52538 Objekt-ID: 59610 | bei Kirchengasse 1 Standort KG: Schleißheim | Die zweischiffige, spätgotische Hallenkirche mit eingezogenem Chor und Dachreiter stammt aus der Zeit um 1450. Der Hochaltar wurde 1881/82 gefertigt. | BDA-Hist.: Q26237132 Status: § 2a Stand der BDA-Liste: 2025-06-30 Name: Kath. Pfarrkirche hl. Gallus mit Friedhof und Aufbahrungshalle GstNr.: .6, .5 Sankt Gallus (Schleißheim) |
| ja   | Datei hochladen | Pfarrhof mit Wirtschaftstrakt HERIS-ID: 52537 Objekt-ID: 59606                                  | Kirchengasse 1 Standort KG: Schleißheim     | Der zweigeschoßige Pfarrhof wurde 1591 errichtet. | BDA-Hist.: Q38052136 Status: § 2a Stand der BDA-Liste: 2025-06-30 Name: Pfarrhof mit Wirtschaftstrakt GstNr.: .7, 7/2, 9/1 Pfarrhof Schleißheim, Upper Austria                   |
| ja   | Datei hochladen | Anlage Schloss Dietach HERIS-ID: 1778seit 2025                                                  | Schlossgasse 1, u. a. Standort KG: Dietach  | Die ursprünglich von einem Wassergraben umgebene Schlossanlage mit spätbarockem Torbau, Wirtschaftstrakt und dreigeschoßigem Wohngebäude liegt inmitten eines parkähnlichen Garten. Das Wohngebäude entstand in der zweiten Hälfte des 16. Jahrhunderts sowie im 17. Jahrhundert als Erweiterung einer spätmittelalterlichen Anlage. Die Fassadengestaltung stammt aus der Zeit um 1800. | BDA-Hist.: Q135167667 Status: Bescheid Stand der BDA-Liste: 2025-06-30 Name: Anlage Schloss Dietach GstNr.: .1/1, .1/2, 1, .6 Schloss Dietach                                    |
| ja   | Datei hochladen | Schlosshauptgebäude und Zugangsportal HERIS-ID: 38512 Objekt-ID: 38088                          | Schlossgasse 1 Standort KG: Dietach         | → Hauptartikel : Schloss Dietach f1 | BDA-Hist.: Q2240623 Status: Bescheid Stand der BDA-Liste: 2025-06-30 Name: Schlosshauptgebäude und Zugangsportal GstNr.: .6, 1 Schloss Dietach                                   |
| ja   | Datei hochladen | Ehem. Wirtschaftsgebäude HERIS-ID: 38514 Objekt-ID: 38090                                       | Schlossgasse 2 Standort KG: Dietach         | Das zweigeschoßige Wirtschaftsgebäude von Schloss Dietach ist ein langgestrecktes Gebäude mit zwei kleinen Innenhöfen und korbbogigen Durchfahrten. Es wurde im späten 18. Jahrhundert errichtet. Anmerkung: 2024 temporär aus dem Denkmalschutz gefallen | BDA-Hist.: Q37981668 Status: Bescheid Stand der BDA-Liste: 2025-06-30 Name: Ehem. Wirtschaftsgebäude GstNr.: .1/2                                                                |
| ja   | Datei hochladen | Ehem. Wirtschaftsgebäude mit Fischkalter HERIS-ID: 38513 Objekt-ID: 38089                       | Schlossgasse 3 Standort KG: Dietach         | Die ehemalige Fischzuchtanstalt an der Nordwestecke der Schlossanlage ist ein freistehender, zweigeschoßiger Bau mit hohem Walmdach und Faschengliederung. Der romantisch-neugotische Bau stammt aus dem frühen 19. Jahrhundert. Anmerkung: 2024 temporär aus dem Denkmalschutz gefallen                                                                                                 | BDA-Hist.: Q37981648 Status: Bescheid Stand der BDA-Liste: 2025-06-30 Name: Ehem. Wirtschaftsgebäude mit Fischkalter GstNr.: .1/1                                                |